# Ekkehardt Hofmann
Ekkehardt Hofmann (* 1942 in Weiden in der Oberpfalz) ist ein freischaffender deutscher Künstler, Dozent und Buchautor.

## Leben
Nach seiner Ausbildung als Lehrer unterrichtete er als Dozent am Staatsinstitut in Ansbach. Seit 1985 setzte Ekkehardt Hofmann sich intensiv mit dem Zeichnen, dem Aquarell und der Acrylmalerei auseinander. Seit 2002 ist er als freischaffender Künstler tätig. Seine Fachkenntnisse vermittelt Hofmann seit 1990 als Dozent an der Akademie Bad Reichenhall, im Kreativ-Atelier Nürnberg-Dassel sowie in Malkursen im Privatatelier in Leutershausen und auf Malreisen im Ausland.

## Werke
Ekkehardt Hofmanns Werke sind in zahlreichen Ausstellungen im In- und Ausland zu sehen und wurden zum Teil von öffentlichen Instituten angekauft. Hofmanns Bilder verbinden die traditionellen Techniken der Aquarellmalerei mit innovativen Bildkonzepten und teilweise auch experimentellen Kompositionen. Hofmann erhielt 2002 den 1. Preis beim Südwestdeutschen Aquarellpreis.

## Publikationen (Auswahl)
- Die Kunst-Akademie Faszination Landschaft. Die Kunst der Aquarellmalerei. Englisch Verlag ISBN 978-3-8241-1400-9
- Workshop Aquarell. Landschaften – Wege zum eigenen Stil. Mit DVD-Malkurs. Englisch Verlag ISBN 978-3-8241-1396-5
- Die Kunst-Akademie Faszination Blumen. Die Kunst der Aquarellmalerei. Englisch Verlag ISBN 978-3-8241-1355-2
- Workshop Aquarell. Blütenkompositionen. Mit DVD-Malkurs. Englisch Verlag. ISBN 978-3-8241-1388-0